# Quận Kalamazoo, Michigan
Quận Kalamanzoo một quận thuộc tiểu bang Michigan, Hoa Kỳ. Quận lỵ đóng ở Kalamazoo6. Theo điều tra dân số năm 2000 của Cục điều tra dân số Hoa Kỳ năm 2000, quận có dân số 238.603 người. Quận này là một phần vùng đô thị Kalamazoo-Portage

## Địa lý
Theo Cục điều tra dân số Hoa Kỳ, quận có diện tích 1503 km2, trong đó có 47 km2 hay 3,16% là diện tích mặt nước.

### Quận giáp ranh
- Quận Barry - đông bắc
- Quận Allegan - tây bắc
- Quận Calhoun - đông
- Quận Van Buren - tây
- Quận Branch - đông nam
- Quận St. Joseph -nam
- Quận Cass - tây nam

## Thông tin nhân khẩu
Theo điều tra dân số 2 năm 2000, quận đã có dân số 238.603 người, 93.479 hộ gia đình, và 57.956 gia đình sống trong quận hạt. Mật độ dân số là 425 người trên một dặm vuông (164/km ²). Có 99.250 đơn vị nhà ở với mật độ trung bình là 177 trên một dặm vuông (68/km ²). Cơ cấu điểm chủng tộc của quận bao gồm 84,57% người da trắng, 9,73% da đen hay Mỹ gốc Phi, 0,41% người Mỹ bản xứ, 1,83% châu Á, Thái Bình Dương 0,03%, 1,27% từ các chủng tộc khác, và 2,15% từ hai hoặc nhiều chủng tộc. 2,64% dân số là người Hispanic hay Latino thuộc một chủng tộc nào. 18,3% là gốc Đức, gốc Hà Lan 11,5%, 10,3% gốc Anh, gốc Ailen 8,4% và 7,2% gốc Mỹ bản địa theo điều tra dân số năm 2000. 93,7% nói tiếng Anh và 2,8% người nói tiếng Tây Ban Nha là ngôn ngữ đầu tiên của họ.
Có 93.479 hộ, trong đó 30,40% có trẻ em dưới 18 tuổi sống chung với họ, 47,70% là đôi vợ chồng sống với nhau, 11,00% có nữ hộ và không có chồng, và 38,00% là các gia đình không. 28,00% hộ gia đình đã được tạo ra từ các cá nhân và 8,50% có người sống một mình 65 tuổi hoặc lớn tuổi hơn là người. Cỡ hộ trung bình là 2,43 và cỡ gia đình trung bình là 3,00.
Trong quận, độ tuổi dân cư được trải ra với 24,10% dưới độ tuổi 18, 15,20% 18-24, 28,20% 25-44, 21,10% từ 45 đến 64, và 11,40% từ 65 tuổi trở lên người. Độ tuổi trung bình là 33 năm. Đối với mỗi 100 nữ có 93,60 nam giới. Đối với mỗi 100 nữ 18 tuổi trở lên, đã có 90,50 nam giới.
Thu nhập trung bình cho một hộ gia đình trong quận đạt 42.022 USD, và thu nhập trung bình cho một gia đình là 53.953 USD. Phái nam có thu nhập trung bình 39.611 USD so với 27.965 USD của phái nữ. Thu nhập bình quân đầu người là 21.739 Mỹ kim. Có 6,50% gia đình và 12,00% dân số sống dưới mức nghèo khổ, bao gồm 12,30% những người dưới 18 tuổi và 6,30% của những người 65 tuổi hoặc hơn.